# (6159) Andréseloy
(6159) Andreseloy es un asteroide perteneciente al cinturón de asteroides, región del sistema solar que se encuentra entre las órbitas de Marte y Júpiter, más concretamente a la familia de Vesta, descubierto el 30 de diciembre de 1991 por Seiji Ueda y el astrónomo Hiroshi Kaneda desde el Kushiro Marsh Observatory, Hokkaido, Japón.

## Designación y nombre
Designado provisionalmente como 1991 YH. Fue nombrado Andreseloy en homenaje a Andrés Eloy Martínez Rojas, astrónomo mexicano y divulgador científico conocido en su país por su dramatización por radio de la novela La guerra de los mundos. Le encanta crear videos de ciencia para internet. Sus mayores preocupaciones son el calentamiento global y el impacto de un asteroide en la Tierra.

## Características orbitales
Andreseloy está situado a una distancia media del Sol de 2,291 ua, pudiendo alejarse hasta 2,434 ua y acercarse hasta 2,148 ua. Su excentricidad es 0,062 y la inclinación orbital 6,857 grados. Emplea 1267,03 días en completar una órbita alrededor del Sol.

## Características físicas
La magnitud absoluta de Andreseloy es 13,5. Tiene 5,263 km de diámetro y su albedo se estima en 0,484. 